# Clan Motor

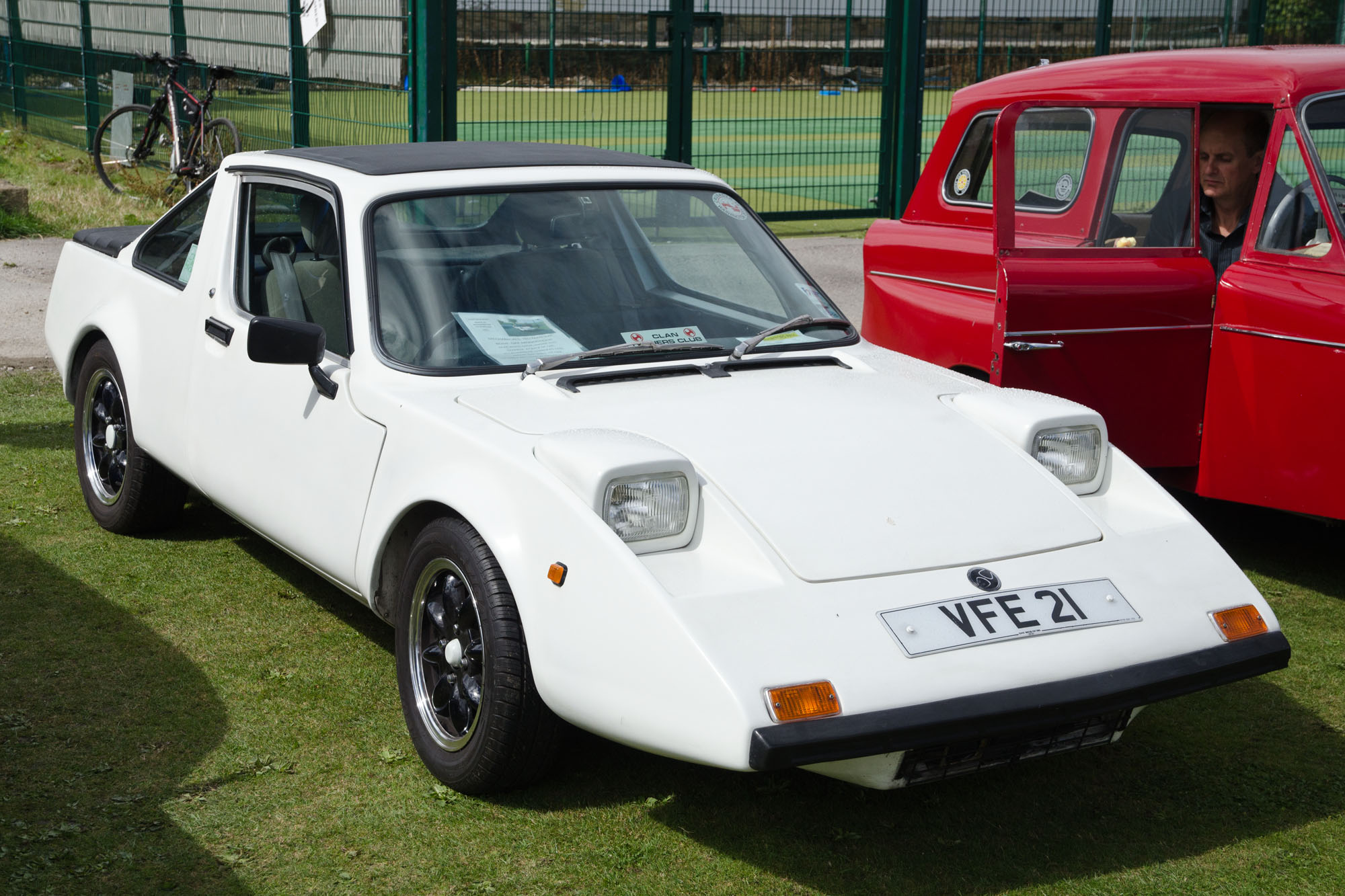
Clan Crusader von Clan Motor

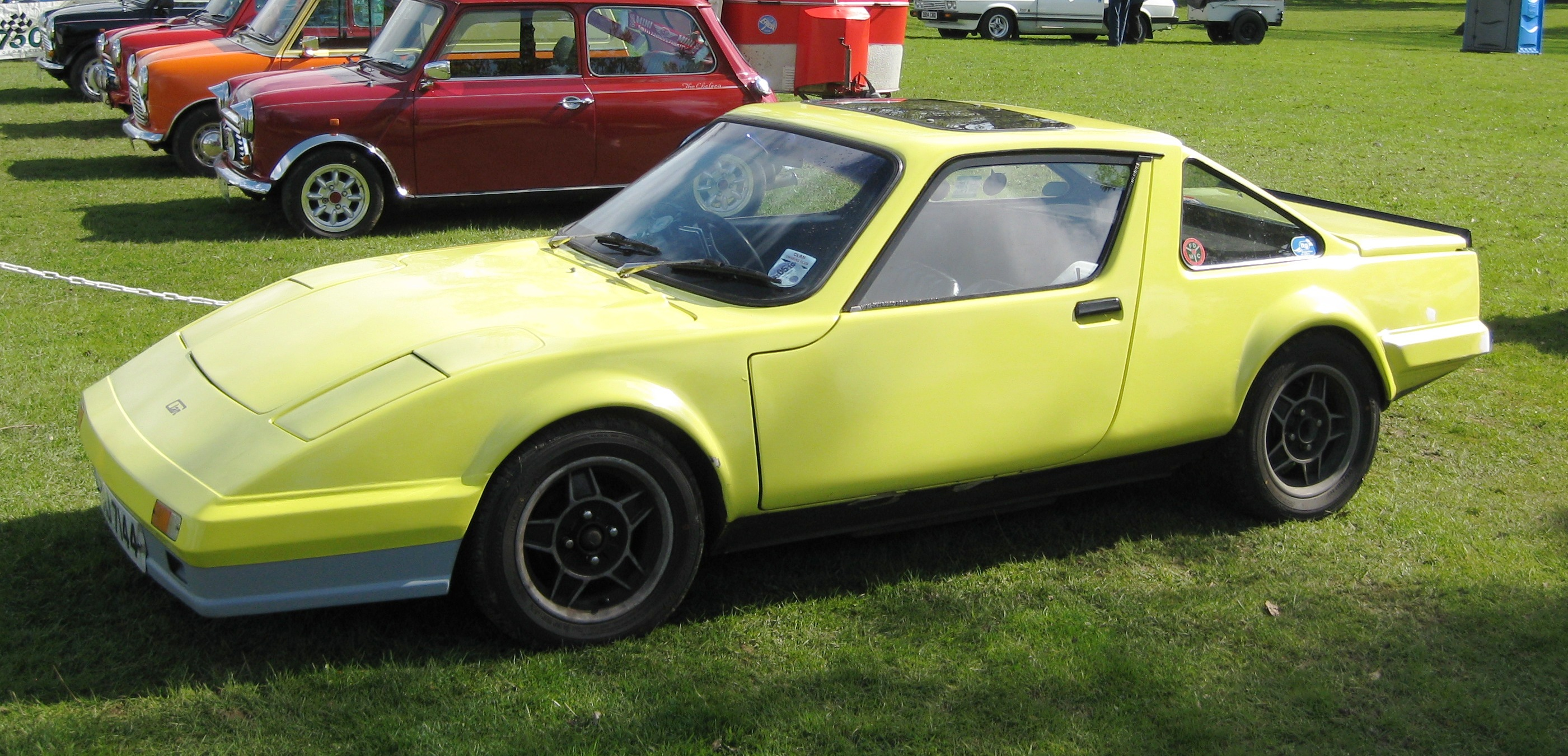
Clan von Clan Cars (NI)

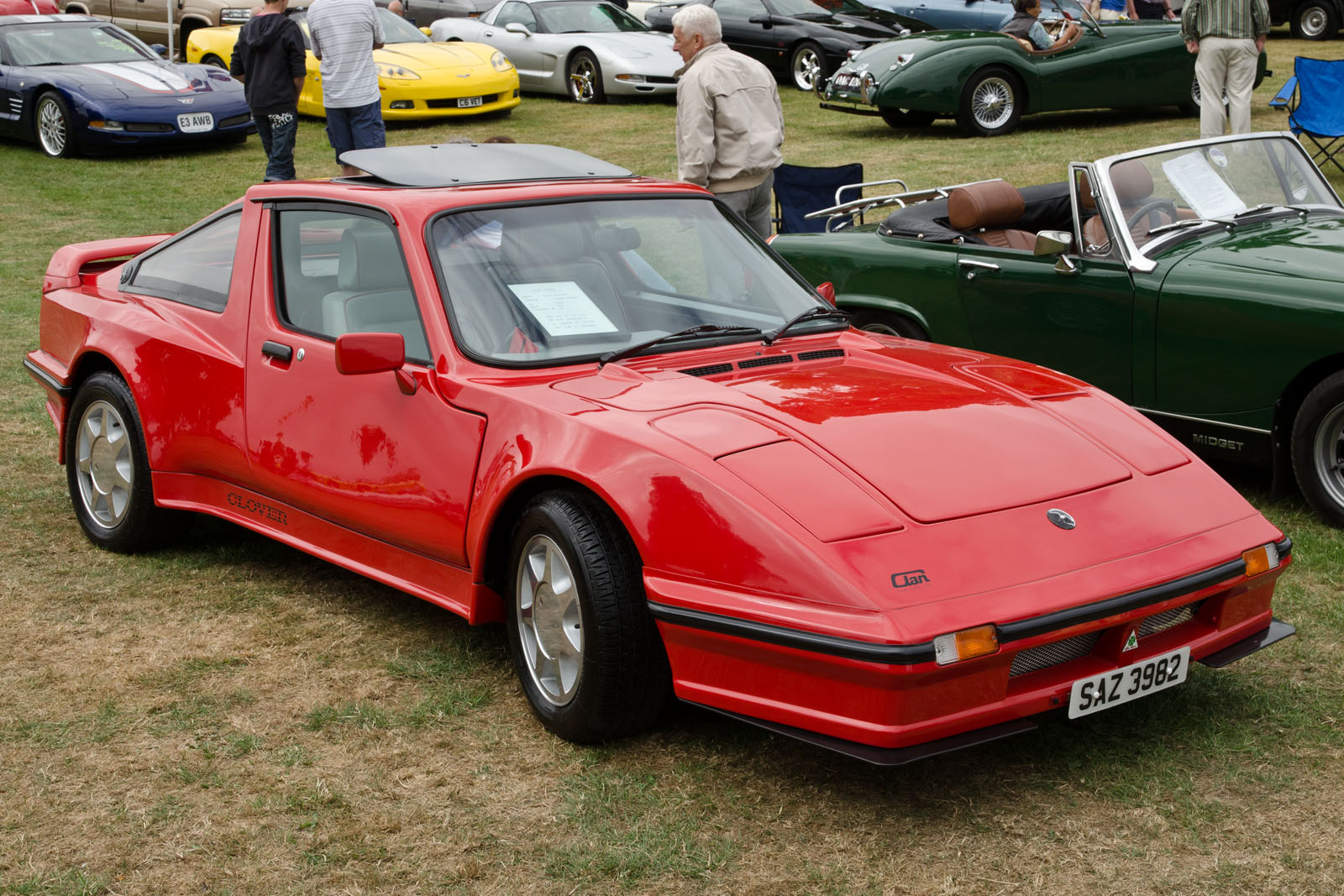
Clan Clover von Clan Cars (NI)

Die Clan Motor Co. Ltd. war ein britischer Automobilhersteller in Washington, Tyne and Wear. Dort wurden von 1972 bis 1974 Kit Cars gebaut.

## Clan Motor
Der 1972 vorgestellte Clan Crusader basierte auf dem Hillman Imp. Sein 875 cm³ großer Vierzylinder-Reihenmotor mit obenliegender Nockenwelle leistete 51 bhp (38 kW) und war im Heck eingebaut.
Der kleine, zweisitzige Sportwagen war mit einer GFK-Karosserie ausgestattet und wurde auch häufig in Wettbewerben eingesetzt.
1974 endete die Produktion nach etwa 350 hergestellten Fahrzeugen.
| Modell   | Bauzeitraum | Zylinder | Hubraum | Leistung       | bei Drehzahl | Radstand |
| -------- | ----------- | -------- | ------- | -------------- | ------------ | -------- |
| Crusader | 1972–1974   | 4 Reihe  | 875 cm³ | 51 bhp (38 kW) | 6100 min−1   | 2102 mm  |

## Clan Cars (NI)
Zwischen 1982 und 1987 stellte die Clan Cars (NI) aus Nordirland erneut Fahrzeuge her, die als Clan vermarktet wurden.
Das erste Modell ohne eigenen Modellnamen basierte auf dem ursprünglichen Crusader mit Heckmotor, hatte aber Klappscheinwerfer. Hiervon entstanden etwa 130 Fahrzeuge.
Außerdem gab es von 1986 bis 1987 den Clan Clover. Er hatte einen Mittelmotor von Alfa Romeo, eine große Heckklappe und ausgestellte hintere Kotflügel. Hiervon entstanden etwa 26 Fahrzeuge.